# Јелашничка река
Јелашничка река је лева притока Нишаве и у њу се улива низводно од Сићевачке клисуре, на 31. речном километру, на 213 m н.в. Као део њене речне долине је Јелашничка клисура настала интензивним вертикалним усецањем њеног воденог тока у кречњачку стенску масу, западних огранака Суве планине.
Њен слив се налази се у градској општини Нишка Бања на подручју града Ниша у Нишавском управниом округу, између насеља Јелашница (северно) и насеља Чукљеник (јужно). Удаљена је 14 km источно од Ниша и 3 km од Нишке Бање. Дуга је око 13,36nbsp;km, а њеном долином се креће пут који спаја Нишку котлину са насељима и туристичком дестинацијом Бојанине воде на северозападним обронцима Суве планине.
Јелашничка река заједно саистоименом клисуром од 1995. има статус „Парк природе I категорије заштите“, као природно добро Републике Србије од изузетног значаја, у циљу очувања природних вредности и ендемских и субендемских врста биљака, које су пронађене у њеном сливу.

## Називи
Јелашничка река поред овог назива, има и други назив – Студена, који је добила по селима Горња и Доња Студена кроз која једним својим делом протиче.

## Географске одлике слива
Извор и саставнице
Јелашничка река извире у подножју Суве планине, на поростору где се сустиче више кратких водотокова,  који након сајања формирају две главне саставнице које се потом спајају у Горњој Студени, неколико стотина метара испод извора Бојанине воде, на надморској висини од 751 метра, и чине стални ток  Јелашничке реке (који се према топографским картама означен под називом Река).
Дужина, површина тока и речна мрежа
Дужина тока Јелашничке реке износи 13,36 km, а површина слива је 55,01 km². Густина њене речне мреже је прилично велика и износи 1,74 km/km², од чега је око једну половину мреже чине стални токови.
У горњем делу слива Јелашничке реке густина речне мреже је велика, али су притоке кратка и често периодичних токова (у сушном периоду).
Јелашничке реке у селу Чукљеник, са леве стране, рима притоку која формира изворишну челенку и одводњава подножје Мосора (984 m н.в).
Леви крак Јелашничке (Студене) реке у  Горњој Студени је регулисан у дужини од 200 м, док је десна саставница нерегулисана, тако да у време надоласка великих вода (услед појаве успора на мосту код гробља) долази до плављења нелеглог простора и угрожавања објеката и становништва.
У близини ушћа у Нишаву Јелашничка река са десне стране прима Реку, своју највећу притоку, која извире на 540 метара надморске висине, под Оштром главом, изграђеном од кречњака и доломита. Готово целим током ова притока Јелашничке реке усекла је своју долину у пермским седиментима, и на свом току прима мали број притока које извиру у подножју кречњачког гребена Куновице и Виса (771 m н.в). Гребен представља североисточно развође Јелашничке реке и протеже се од северозапада, где изграђује део десне стране Сићеваћке клисуре, ка југоистоку.
Вегетација
Слив Јелашничке реке, са 61,23% површине под шумама, један је од најбоље пошумљених предала Суве планине, мада су шуме људском небригом доста деградиране.
То су најбоље очуване листопадне шуме у подножју Суве планине, као и на левој долинској страни Јелашничке реке.
Хетерогеност и очуваност природних лепота и њене флоре и фауна чини слив Јелашничке реке веома специфичним. Заједно са сливом Нишаве у Сићевачкој клисури која је од ње удаљена, североисточно око 3 km, она представља значајан рефугијални простор.
Флору Јелашничке клисуре као дела слива Јелашничке реке, чини 39 мезијских, 20 балканских и 6 илирских ендема и субендема. Посебно се истичу две терцијарне балканске врсте Наталијина рамонда (Ramonda nathaliae) и српска рамонда (Ramonda serbica). Само у Јелашничкој и Сићевачкој клисури је успостављена зона контакта између ове две ендемско—реликтне врсте које на овом простору граде „глобално значајну заједницу Ramondetum nathaliae-serbicae“. Станишта ових биљака су пукотине у кречњачким, северно експонираним стенама Јелашничке клисуре, најчешће у зони заштите шумском вегетацијом, на надморским висинама од 150 до 300 метара. Ramonda serbica са другим биљкама на овом простору образује реликтне хазмофитске заједнице од којих су најзначајније Ceterachi-Ramondaetum serbicae и већи број заједница типа Musco-Ramondaetum serbicae. Такође на стаништима где се српска рамонда преклапа са Наталијином рамондом, у зонама симпатрије, образује субасоцијацију Ceterachi-Ramondaetum serbicae ramondetosum nathaliae.
Сем српских рамондија (Ramonda nathaliae) и (Ramonda serbica) у Јелашничкој клисури се посебно истичу; кадуља (Salvia officinalis), јеремичак (Daphne laureola), српска вијошница (Parietaria serbica), хибридна купина (Rubus corifolius), Адамијев сафран (Crocus adami), дивља крушка (Pirus nivalis).
- Део терцијерне реликтне флоре на простору слива Јелашничке реке
- Наталијина рамонда (Ramonda nathaliae)
- Српска рамонда (Ramonda serbica)
- Жалфија, кадуља (Salvia officinalis)

У горњем току пад речног корита је велики, дно речне долине је уско, а њене стране су стрме и покривене шумом.

### Геолошке карактеристике слива
Горњи део слива
Геолошка грађа горњег дела слива је истоветна оној у горњем делу слива Црвене реке. Извори се јављају на контакту карбонатних седимената Суве планине и Оштре главе (637 m н.в), са пермским, карбонским и девонским пешчарима, конгломератима и алевролитима, али и у поменутим кластичним седиментима.
Код села Горња Студена дно речне долине се незнатно шири, и формирана је алувијална раван широка до 200 метара. Изнад Доње студене, на надморској висини око 420 метара налази се врело Студене — јако крашко врело разбијеног типа које се образовало на контакту црвених пешчара и јурских кречњака и доломита. Вода из врела се користи за водоснабдевање Града Ниша.
Доњи део слива
Доњи део слива Јелашничке реке изграђен је највећим делом од миоцених језерских седиментана изнад којих местимично на површину избијају карбонатне творевине мезозоика. Једну такву препреку од титонских кречњака и доломита река је пробила низводно од села Чукљеника где почиње Јелашничка клисура.
Карбонатне творевине израженије су на десној страни Јелашничке клисуре која се одликује већим нагибима и издиже се око 280 метара изнад речног корита (Радов Камен – 580 m н.в).
Кроз саму Јелашничку клисуру пад Јелашничке реке није велики и река мирно протиче. На излазу из клисуре налази се село Јалашница, учијем атару се дно долине мало проширује и наставља у уску алувијалну раван.
Непосредно на ушћу у Нишаву смењује се велика површина холоценог пролувијума који се уклињује у долину реке. Ширина пролувијумских наслага износи максимално око 600 метара и указује на бујични карактер Јелашничке реке која може да носи велике количине кластичног материјала. То је последица значајне ерозије услед великих нагиба терена и геолошког састава горњег слива реке.
| Водоток                        | Профил                                                               | F(км²) | L(км) | Qмаx (м³/с) 1% | Qмаx (м³/с) 2% | Qмаx (м³/с) 5% |
| ------------------------------ | -------------------------------------------------------------------- | ------ | ----- | -------------- | -------------- | -------------- |
| Јелашничка река                | Ушће у Нишаву на км 27+500                                           | 35,67  | 14,13 | 112,0          | 75,0           |                |
| Јелашничка река (Река Студена) | Профил код цркве                                                     | 6,1    | 5,0   | 15,8           | 11,8           | 10,6           |
| Куновичка река                 | Ушће у Јелашничку реку на км 1+340 од улива Јелашничке реке у Нишаву | 19,48  | 9,35  |                |                |                |